# Watkins Township
Watkins Township est un ancien township du comté de Dent dans le Missouri, aux États-Unis,.
Le township est fondé en 1851 et baptisé en référence à James D. Watkins, un pionnier.

## Source de la traduction
- (en) Cet article est partiellement ou en totalité issu de l’article de Wikipédia en anglais intitulé « Watkins Township, DeKalb County, Missouri » (voir la liste des auteurs).